# Kasha varnishkes
El kasha varnishkes es un plato tradicional de la comunidad judía asquenazí estadounidense. Combina kasha (granos de trigo sarraceno) con fideos, normalmente fideos de huevo lokshen con forma de pajarita.
Los granos de trigo sarraceno (gretshkes/greytshkelach o retshkes/reytshkelach en yiddish) se preparan por separado y se fríen junto con el lokshen y el tsvibelach (cebolla) en schmaltz (grasa de ave). A veces se utiliza briye (caldo de pollo o de ternera) en la preparación.

## Orígenes
Los varnishkes de kasha son parte de la cocina judía asquenazí. Las comunidades judías asquenazíes de Europa del Este huyeron de Europa debido al aumento del antisemitismo y los pogromos y buscaron refugio en los Estados Unidos y otros países, y trajeron consigo alimentos de su tradición, incluidos los kasha varnishkes a América, y es muy popular en la cocina judía estadounidense y la comunidad. Este plato fue mejorado por la emigración de judíos a la manera asquenazí. Una receta de 1925 muestra albóndigas rellenas de kashe, en lugar del kashe más simple con farfalle. Esta receta de 1925 es indicativa de los orígenes del plato.